# قوشاريق
قوشاريق هي بلدة في مقاطعة أنديجان في ولاية أنديجان في أوزبكستان.